# Mari Miyamoto
Pour les articles homonymes, voir Miyamoto.
Mari Miyamoto (宮本 真理, Miyamoto Mari), est une joueuse internationale de football japonaise.

## Biographie
Mari Myamoto fait ses débuts, le 12 novembre 1999, avec l'équipe nationale japonaise lors de la Coupe d'Asie, contre la Népal.

## Statistiques
Le tableau ci-dessous présente les statistiques de Mari Miyamoto en équipe nationale
| Équipe du Japon | Équipe du Japon | Équipe du Japon |
| Année           | Matchs          | Buts            |
| --------------- | --------------- | --------------- |
| 1999            | 1               | 0               |
| Total           | 1               | 0               |